# Michele Rapisardi

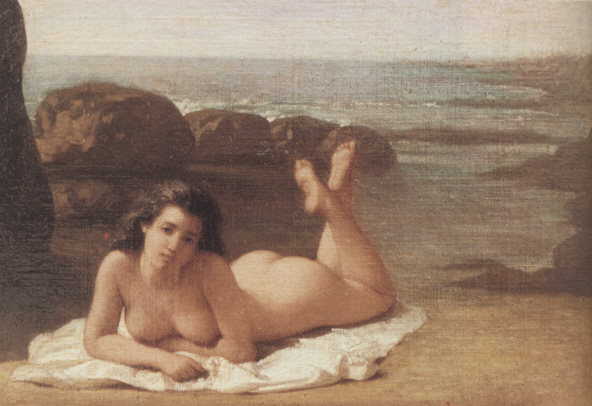
Sirène

Michele Rapisardi (Catane, 27 décembre 1822, Florence, 19 décembre 1886) est un peintre italien  qui fut actif au XIXe siècle.  

## Biographie
Michele Rapisardi a été initié à la peinture par son père Giuseppe Rapisardi (1799-1853), qui était lui - même peintre et portraitiste.
En 1847 il s'est inscrit à l'Accademia di San Luca où il resta peu de temps.
Il se rendit à Florence, Venise et Paris où il étudia les artistes du Trecento et du Quattrocento.
Ses œuvres se trouvent au Château d'Ursino («I Vespri siciliani») et au Museo civico belliniano («Apoteosi di Bellini»), de Catane.
D'autres tableaux se trouvent à la Galerie des Offices à Florence, église Saint-Placide et dans l'église paroissiale  de Mascalucia près de Catane. 
Le thème de ses compositions sont à caractère historiques, bibliques, sacrés ainsi que les scènes de nu.
Dans la rue ou il a vecu à Catane (via Coppola, angle via A. di Sangiuliano) une plaque le commémore.

« Michele Rapisardi,il pittore corretto ed elegante,nasceva in questa casa »

— Mario Rapisardi

## Œuvres
Château d'Ursino, Catane.
- I Vespri siciliani, (Les Vêpres siciliennes)[1]
- Les premiers poètes italiens à la cour de Frédéric Svevo en Sicile[2]
- Tête d'Ophélie folle[3],
- L’Orientale[4].

- Apoteosi di Bellini (Apothéose de Bellini), Museo civico belliniano, Collezione Frontini, Catane.
- Sirena, (Sirène), 1871,
- Venere su divano rosso (Venus sur divan rouge), 1858,
- Trois beautés,